# Craggaunowen
Craggaunowen (irisch Creagán Eoghain) ist ein kleines Dorf bei Kilmurry, in der Nähe von Quin, etwa 16 km östlich von Ennis, im County Clare in Irland. Hier stehen einige verstreute Bauerngehöfte im Umkreis einer alten Burg und des Craggaunowen Megalithic Centre.

## Craggaunowen Megalithic Centre
Das Centre ist ein Versuch, Irlands Vergangenheit lebendig werden zu lassen. Zu diesem Zwecke wurden Hütten, Jagdstationen, ein Portal Tomb und ein Pfahlbau aus prähistorischer Zeit und um die Burg Craggaunowen Castle herum rekonstruiert. Neben einer Reihe von Seen finden sich ein restaurierter Crannóg. So entstand ein Freilichtmuseum.

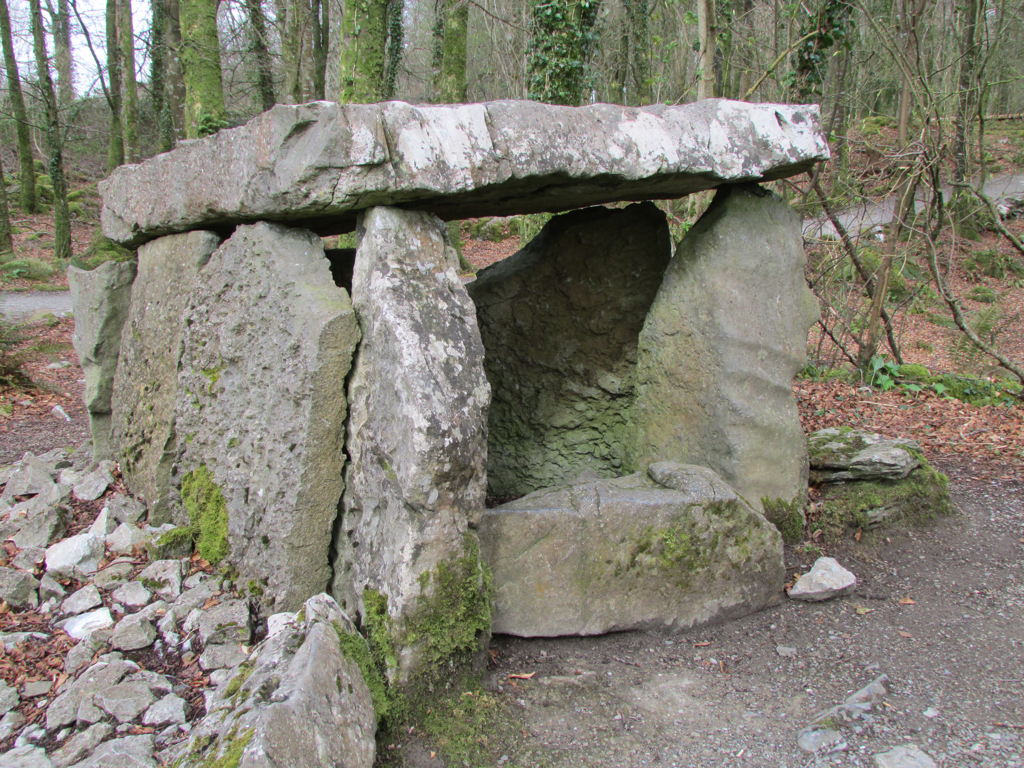
Wedge Tomb – Nachbau

Die Idee stammt von John Hunt († 1976), einem kunsthistorischen Berater des Auktionshauses Sotheby’s, der ein profunder Kenner der Geschichte des europäischen Mittelalters war. Er kaufte das Land bei Craggaunowen, restaurierte das Castle und begann mit der Errichtung eines Museums, dessen Kernstücke ein Crannóg und ein Ringfort sind.

### Craggaunowen Castle
Die Burg wurde um 1550 von John MacSioda MacNamara erbaut und ist ein klassischer Wohnturm, die damals übliche Wohnstatt des Landadels. Nach dem Zusammenbruch der alten Gesellschaftsordnung durch die Niederlage gegen die Truppen Oliver Cromwells 1649–52 wurde die Burg im 17. Jahrhundert verlassen und verfiel.

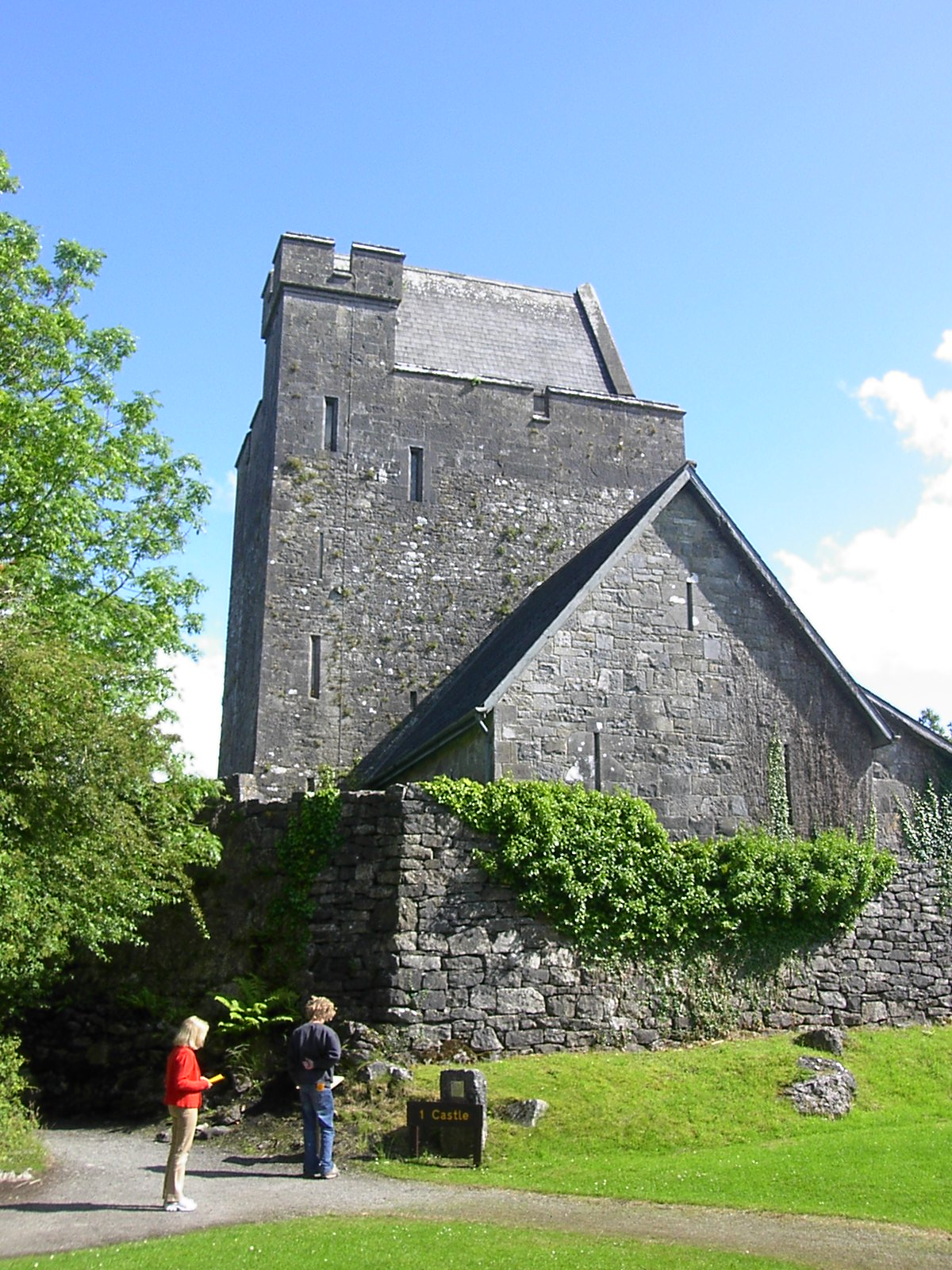
Craggaunowen Castle

Die Restaurierung begann im frühen 19. Jahrhundert unter der Leitung eines Tom Steele. Die Arbeiten wurden erst 1965 von dem Antiquitätensammler John Hunt, der auch den Anbau im Erdgeschoss veranlasste, vollendet.

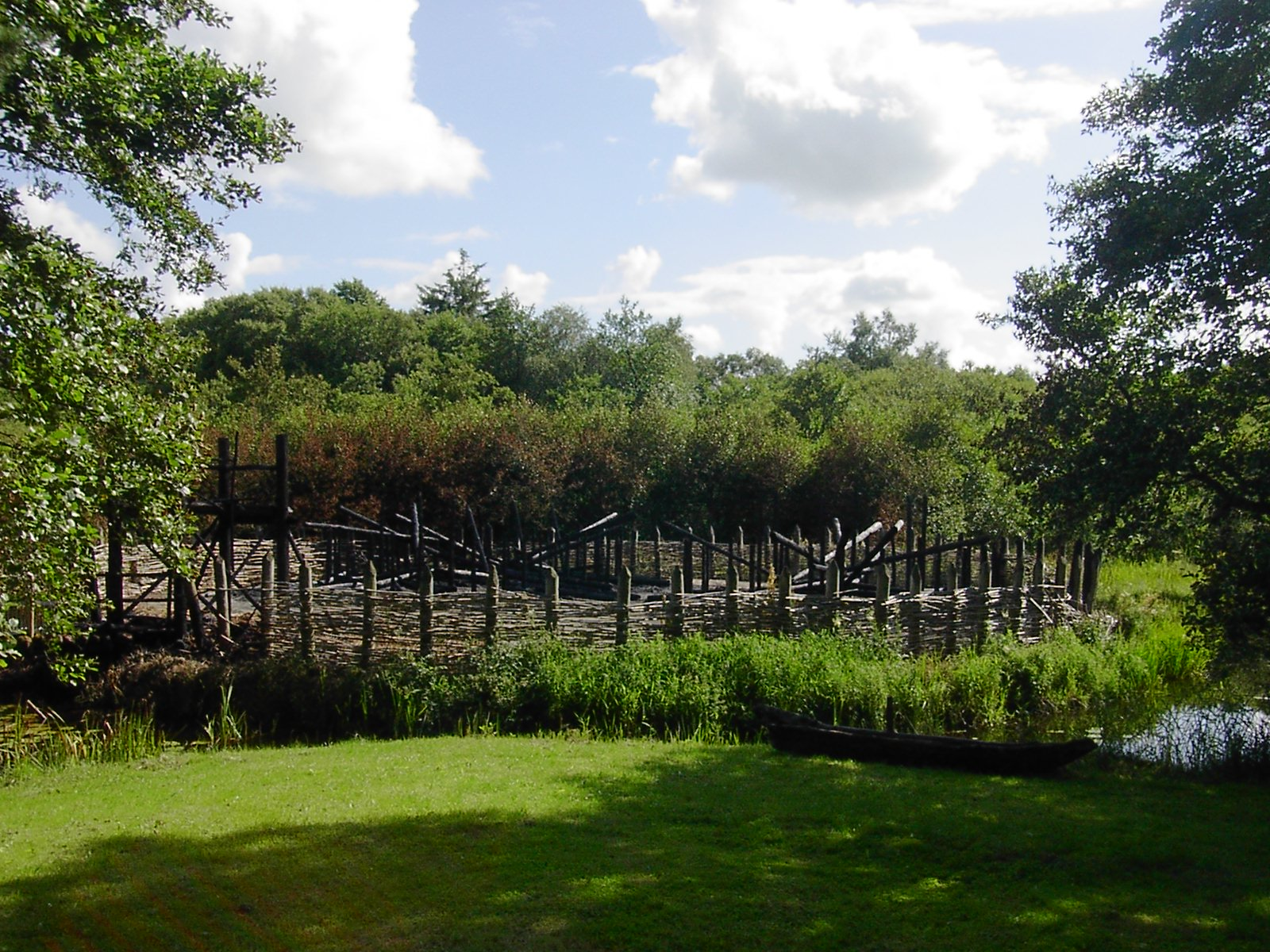
Craggaunowen – abgebrannter Pfahlbau

### Der Pfahlbau
Crannógs sind künstliche Inseln im flachen Bereich von Seen oder im Sumpfland beziehungsweise auf natürlichen Inseln, auf welchen die Menschen der Eisenzeit bis in die frühchristliche Periode Hütten bauten, deren eigentlicher Zweck wohl im kultischen Bereich liegt. Es gab zum Teil bereits in der Bronzezeit Crannógs und manche wurden bis ins 17. Jahrhundert genutzt und bewohnt. Dieser Crannóg ist die Rekonstruktion eines vor Ort nicht vorhandenen Pfahlbaus, wie er besonders im Nordwesten Irlands üblich war. Crannógs finden sich auch in Schottland und werden dort mit den Pikten in Verbindung gebracht.

### Die Bauweise
Das Fundament bildeten mehrere Lagen Steine und Buschwerk, das im See versenkt wurde. Das Ganze fand mit kreisförmig in den Boden gerammten Holzpfählen seinen Halt, die die mit Erde und Sand aufgefüllte Plattform begrenzen. Innerhalb eines Palisadenzaunes errichteten die Erbauer Hütten aus Flechtwerk und Lehm. Eine Anzahl Crannógs liegt in Sichtweite anderer vorzeitlicher Bauten, wie Megalithanlagen.
Erreichen konnte man die künstlichen Inseln im seichten Wasser zu Fuß, per Einbaum oder über Dämme und Stege, was ausschließt, dass sie der Verteidigung dienten.

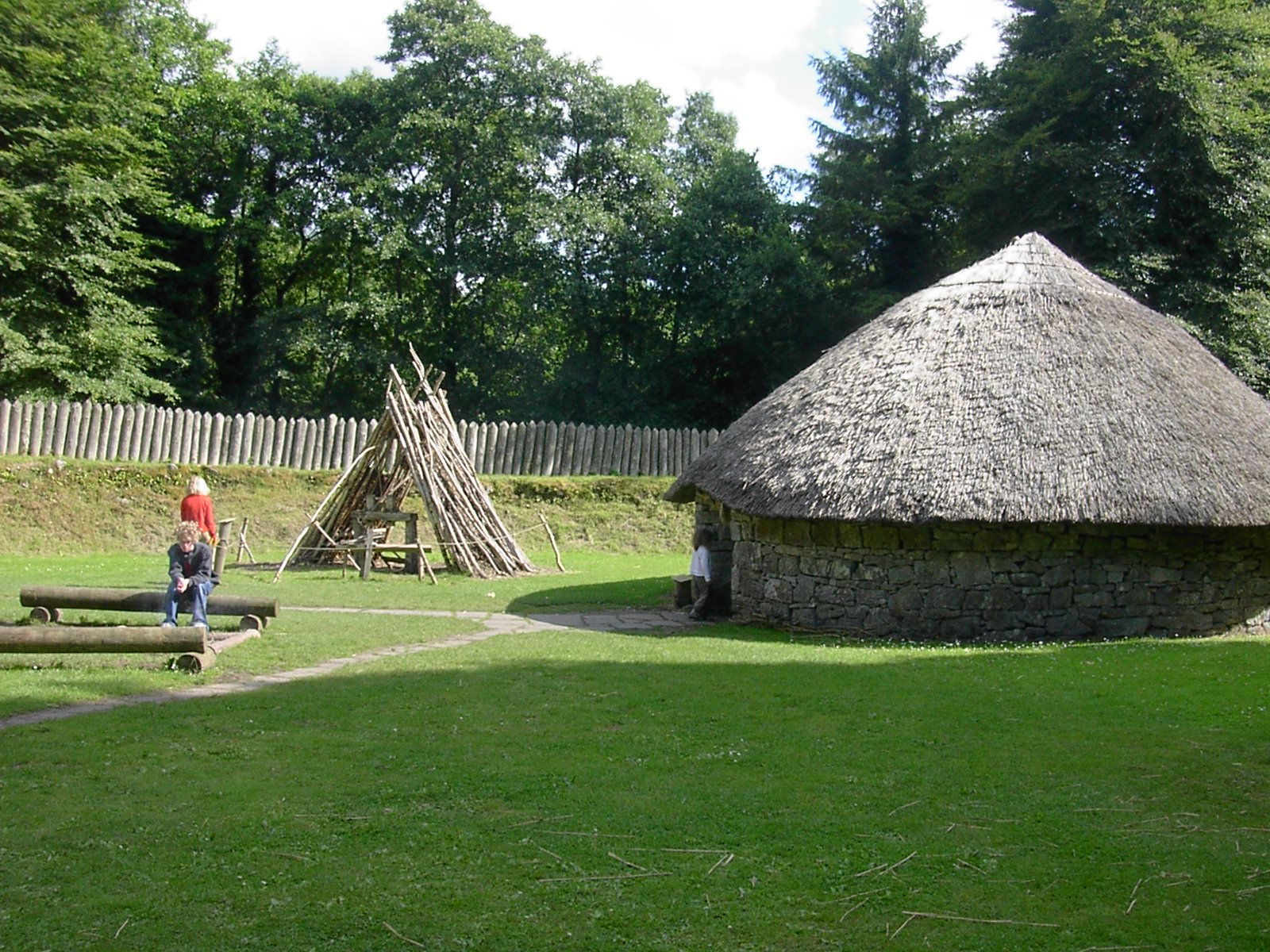
Craggaunowen – das Ringfort

### Das Ringfort
In Irland gibt es auf 84.425 km² beinahe 40.000 Ringforts, die als Dun oder Rath, lokal auch anders bezeichnet werden. Diese Bauform aus vorchristlicher Zeit, erreichte ebenfalls den Westen Schottlands.
Innerhalb der Palisade gingen die Bewohner nicht alltäglichen Beschäftigungen nach. Auch diese Anlagen erklären sich nur als Vorläufer der christlichen Klöster. Ihre Zahl ist so groß, weil sie nach einer gewissen Zeit außer Nutzung gingen und durch oft unmittelbar benachbarte Nachfolger ersetzt wurden.
Solch ein sogenanntes Ringfort war der Mittelpunkt des damaligen lokalen Gesellschaftslebens.

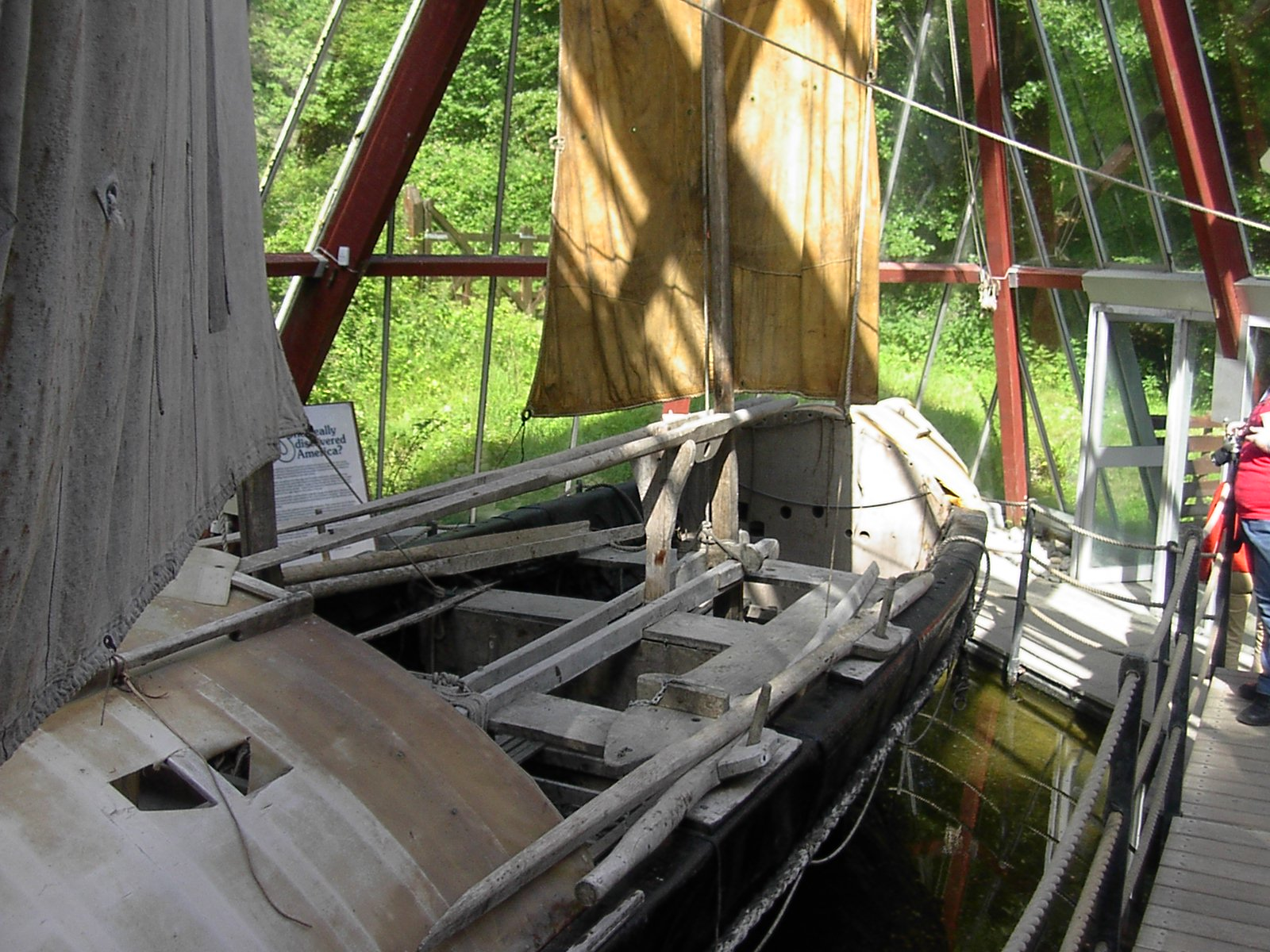
Craggaunowen – die „Brendan“

### Die „Brendan“
Das wohl spekulativste Objekt der gesamten Anlage ist sicherlich die „Brendan“, ein nach St. Brendan benannter Curragh, in welchem Timothy Severin 1976 von Irland nach Nordamerika segelte.
In einem Manuskript mit dem Titel „Navigatio Sancti Brendani Abbatis“ ist beschrieben, dass St. Brandan auf einer Reise von der grünen Insel aus das Land jenseits des Atlantiks entdeckte. Die Darstellung wird wissenschaftlich jedoch angezweifelt. Severin wollte beweisen, dass dies keine Fiktion aus dem 9. Jahrhundert war und ließ ein Boot aus Leder bauen, welches mit seinem Eschenholzrahmen angeblich sogar dem Treibeis trotzen konnte. Mit Zwischenlandungen auf den Aran Islands, den Hebriden und den Färöerinseln kam er nach Island, wo er überwinterte. Im Juni 1977 erreichte er Kanada und hatte somit bewiesen, dass es zumindest die Möglichkeit gab, auf diese Weise den nordamerikanischen Kontinent zu erreichen.
Später übergab Hunt den Komplex dem irischen Volk.